# Frachtfluggesellschaft

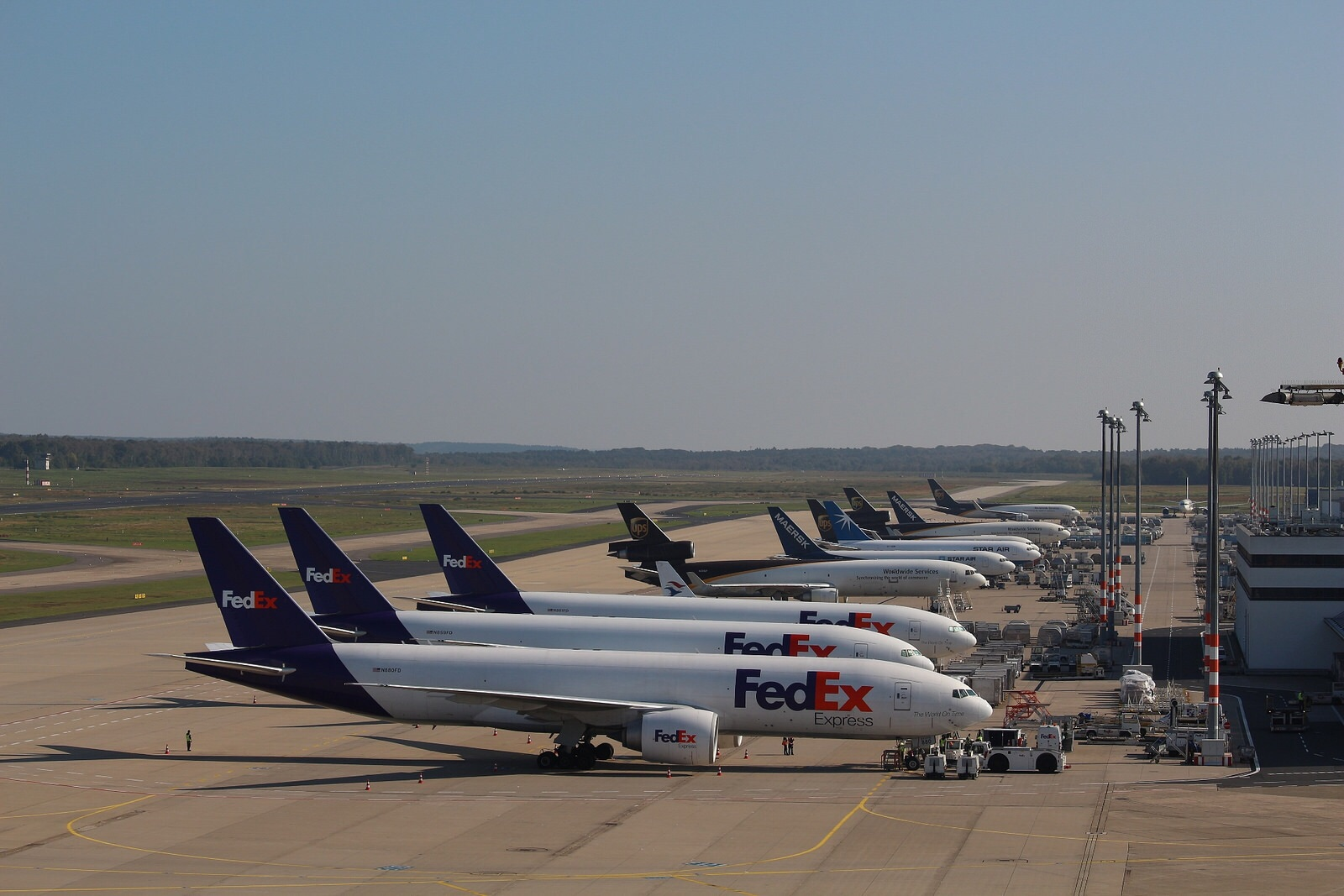
Mehrere Flugzeuge verschiedener Frachtfluggesellschaften am Flughafen Köln/Bonn

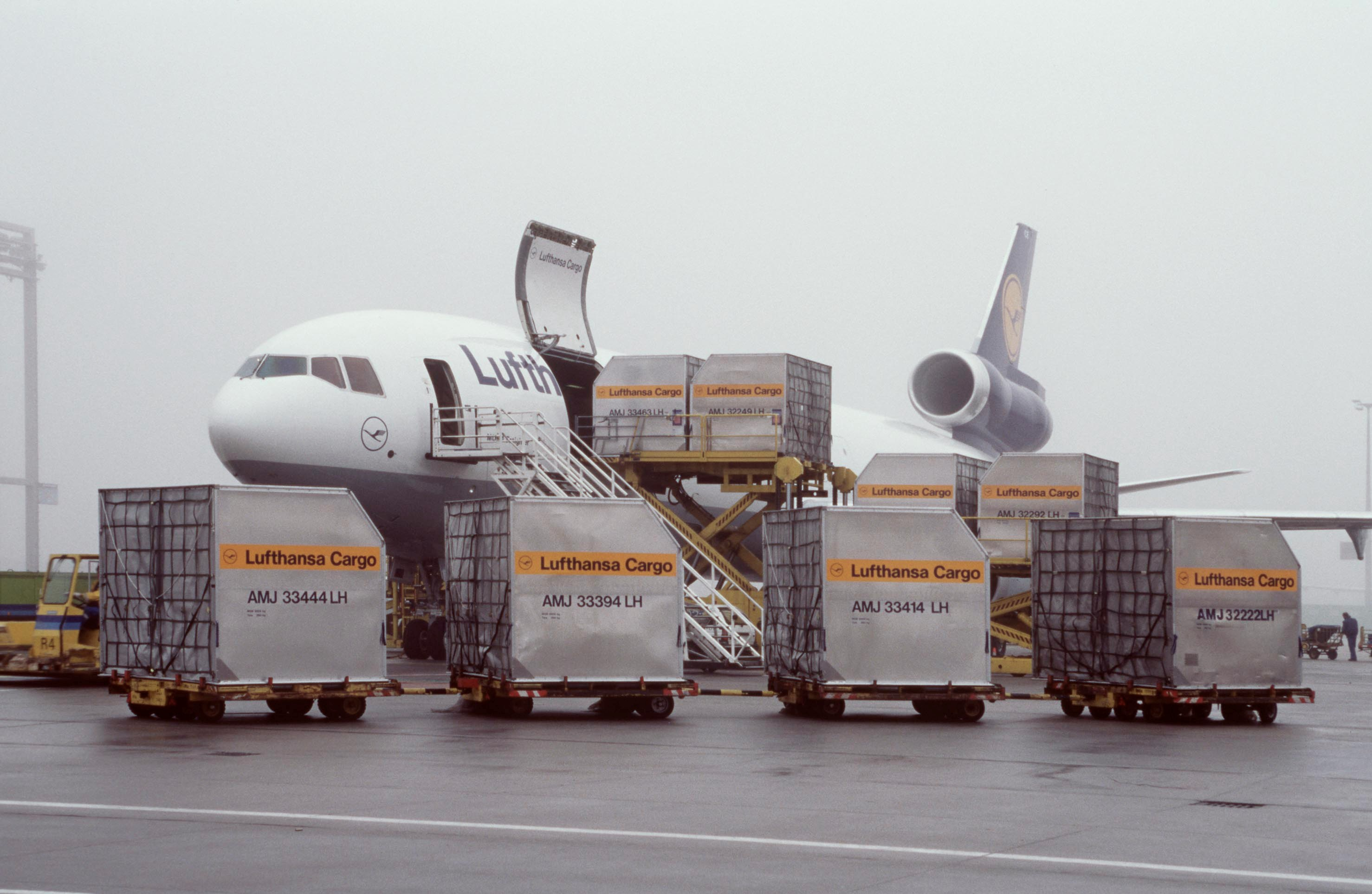
Beladung einer MD-11F der Lufthansa Cargo

Frachtfluggesellschaften (englisch cargo airlines) sind Fluggesellschaften zum Transport von Luftfracht. Ihre Kunden sind überwiegend internationale Speditionen. Für den Transport werden spezielle Frachtflugzeuge oder die Unterdecks von Passagierflugzeugen (belly capacity, Bauchkapazität) verwendet. Heutige Großraumpassagierflugzeuge erlauben teilweise eine bereits sehr hohe Frachtzuladung im Unterdeck (z. B. Boeing 777-300ER bis zu 25 t), so dass der Einsatz reiner Frachtflugzeuge an Notwendigkeit verliert. Insbesondere innerhalb von Europa haben Lastwagen und Beiladungen in Passagierflugzeuge die Frachtflugzeuge verdrängt.
Differenziert wird zwischen reinen Frachtfluggesellschaften (englisch „All-Cargo“) und gemischten Frachtfluggesellschaften, die in ihren Flotten neben Passagiermaschinen auch reine Frachtmaschinen besitzen, sowie Maschinen, die eine Kombination zwischen Passagier- und Frachtraum erlauben (beispielsweise Lufthansa Cargo, eine Tochtergesellschaft der Lufthansa). Der weltgrößte All-Cargo-Dienstleister ist FedEx (USA). Die größte europäische All-Cargo-Gesellschaft ist die luxemburgische Cargolux.

## Liste der größten Frachtfluggesellschaften
| Rang nur internat. Fracht 1.Q.2013 | Rang nat. + int. Fracht 2012 | Sitz                            | Gesellschaft                     | Weltmarktanteil internat. Fracht 1.Q.2013 in % | Hauptdrehkreuz                    | Bild Frachtflugzeug                                                       |
| ---------------------------------- | ---------------------------- | ------------------------------- | -------------------------------- | ---------------------------------------------- | --------------------------------- | ------------------------------------------------------------------------- |
| 1                                  | 5                            | Vereinigte Arabische Emirate    | Emirates (P)                     | 6,6                                            | Dubai                             | Emirates Sky Cargo Boeing 777F                                            |
| 2                                  | 2                            | Frankreich                      | Air France-KLM (P)               | 6,4                                            | Paris Charles de Gaulle, Schiphol | Air France Cargo Boeing 777F                                              |
| 3                                  | 6                            | Hongkong                        | Cathay Pacific (P)               | 5,6                                            | Hong Kong                         | Cathay Pacific Boeing 747-400F                                            |
| 4                                  | 1                            | Vereinigte Staaten              | FedEx (C)                        | 5,2                                            | Memphis                           | FedEx Boeing 757-200                                                      |
| 5                                  | 4                            | Deutschland                     | Lufthansa Group (P)              | 4,7                                            | Frankfurt am Main                 | Lufthansa Cargo MD-11                                                     |
| 6                                  | 7                            | Südkorea                        | Korean Air (P)                   | 4,6                                            | Seoul-Incheon                     | Korean Air Boeing 747-400F                                                |
| 7                                  | 8                            | Singapur                        | Singapore Airlines Cargo (P)     | 4,2                                            | Singapur                          | Singapore Airlines Cargo Boeing 747-400                                   |
| 8                                  | 3                            | Vereinigte Staaten              | UPS Airlines (C)                 | 3,8                                            | Louisville                        | UPS Airlines Airbus A300-600                                              |
| 9                                  | 9                            | Vereinigtes Königreich, Spanien | International Airlines Group (P) | 3,6                                            | London-Heathrow, Madrid-Barajas   | British Airways World Cargo 747-8F, betrieben durch Global Supply Systems |
| 10                                 |                              | Luxemburg                       | Cargolux (C)                     | 3,3                                            | Luxemburg                         | Cargolux Boeing 747-400 Originalfrachter mit geöffnetem Bugtor            |
| 11                                 |                              | Südkorea                        | Asiana (P)                       | 3,1                                            | Seoul-Incheon                     | Asiana Cargo Boeing 747-400                                               |
| 12                                 |                              | Katar                           | Qatar Airways (P)                | 3,0                                            | Doha                              | Qatar Airways Boeing 777F                                                 |
| 13                                 | 11                           | Taiwan                          | EVA Air (P)                      | 2,8                                            | Taipei-Taoyuan                    | EVA Air MD-11                                                             |
| 14                                 | 10                           | Taiwan                          | China Airlines (P)               | 2,8                                            | Taipei-Taoyuan                    | China Airlines Boeing 747-400F                                            |
| 15                                 |                              | Vereinigte Arabische Emirate    | Etihad (P)                       | 2,1                                            | Abu Dhabi                         | Etihad Cargo Boeing 777F                                                  |
| 16                                 |                              | Chile                           | LAN Cargo (P)                    | 2,0                                            | Miami                             | LAN Cargo Boeing 777F                                                     |
| 17                                 |                              | Volksrepublik China             | Air China (P)                    | 1,8                                            | Peking                            | Air China Boeing 747-400                                                  |
| 18                                 |                              | Vereinigte Staaten              | Delta Airlines (P)               | 1,8                                            |                                   | Delta nutzt die Passagierflugzeuge                                        |
| 19                                 |                              | Volksrepublik China             | China Southern Airlines (P)      | 1,8                                            | Shanghai-Pudong                   | China Southern Cargo Boeing 747-400                                       |
| 20                                 |                              | Japan                           | All Nippon Airways (P)           | 1,7                                            | Tokio Narita                      | ANA Cargo Boeing 757                                                      |
| 21                                 |                              | Vereinigte Staaten              | United Airlines (P)              | 1,7                                            |                                   | United nutzt die Passagierflugzeuge                                       |
| 22                                 |                              | Thailand                        | Thai Airways (P)                 | 1,6                                            | Bangkok-Suvarnabhumi              | Thai Cargo Boeing 777F                                                    |
| 23                                 |                              | Vereinigte Staaten              | American Airlines (P)            | 1,6                                            |                                   | US Airways Passagier-Boeing 767 bei der Beladung des Unterflurfrachtraums |
| 24                                 |                              | Japan                           | Nippon Cargo Airlines (C)        | 1,5                                            | Tokio Narita                      | Nippon Cargo Boeing 747-200                                               |
| 25                                 |                              | Türkei                          | Turkish Airlines (P)             | 1,3                                            | Istanbul-Atatürk                  | Turkish Cargo Airbus A330F                                                |

Legende:
(C) = Reine Frachtgesellschaft (sog. „All-cargo“)
(P) = auch Passagierfluggesellschaft im Konzern

## Weitere Gesellschaften
Weitere Frachtfluggesellschaften mit mind. 10 Maschinen >30 t Nutzlast – Stand: November 2013
| Gesellschaft | Boeing 747-8F | Boeing 747-400F | Boeing 747-200F | Boeing 777F | MD-11 | Airbus A330 | Airbus A300 | Boeing 767 | Boeing 757 | <30 t |
| --- | ------------- | --------------- | --------------- | ----------- | ----- | ----------- | ----------- | ---------- | ---------- | ----- |
| Europa |               |                 |                 |             |       |             |             |            |            |       |
| DHL Aviation |               | 9               |                 | 4           |       |             | 28          | 31         | 41         | 28    |
| Star Air |               |                 |                 |             |       |             |             | 12         |            |       |
| TNT |               | 4               |                 | 3           |       |             |             |            | 4          | 31    |
| Nordamerika |               |                 |                 |             |       |             |             |            |            |       |
| ATSG (ABX Air und ATI)                                                                                             |               |                 |                 |             |       |             |             | 41         | 7          |       |
| Atlas Air | 6             | 21              |                 |             |       |             |             | 7          |            |       |
| Kalitta Air |               | 7               | 5               |             |       |             |             |            |            |       |
| Polar Air Cargo | 2             | 8               |                 |             |       |             |             |            |            |       |
| Asien |               |                 |                 |             |       |             |             |            |            |       |
| Air Hong Kong |               | 3               |                 |             |       |             | 10          |            |            |       |
| China Cargo Airlines                                                                                               |               | 5               |                 | 6           |       |             |             |            | 1          |       |
| Saudi Arabian Airlines                                                                                             | 2             | 7               | 3               |             | 3     |             |             |            |            |       |
| Russland und Nachfolgestaaten der Sowjetunion                                                                      |               |                 |                 |             |       |             |             |            |            |       |
| Volga-Dnepr Airlines inkl. AirBridgeCargo: 4 Boeing 747-8F, 7 Boeing 747-400, 10 Antonow An-124, 5 Iljuschin Il-76 |               |                 |                 |             |       |             |             |            |            |       |
| Silk Way Airlines: 3 Boeing 747-400, 9 Iljuschin Il-76, 1 Antonow An-12                                            |               |                 |                 |             |       |             |             |            |            |       |